# Jan z Ligny
Jan z Ligny (ur. ok. 1342, zm. 4 kwietnia 1373) – biskup Strasburga od 1365 r., arcybiskup Moguncji i książę-elektor Rzeszy od 1371 r.

## Życiorys
Jan z Ligny pochodził z bocznej linii dynastii Luksemburgów, był synem hrabiego Jana z Ligny oraz Alicji z Flandrii. Od 1355 r. był kanonikiem w Trewirze. W 1365 r. został przez Urbana V mianowany na biskupa Strasburga. W 1368 r. jego kuzyn cesarz Karol IV Luksemburski wysuwał jego kandydaturę do objęcia stanowiska arcybiskupa Kolonii, jednak bezskutecznie. W kwietniu 1371 r. po podwójnym wyborze został przez Grzegorza XI mianowany arcybiskupem Moguncji. W lipcu 1371 r. podpisał układy z kapitułą moguncką i dopiero w 1372 r. u boku swego kuzyna, cesarza Karola IV Luksemburskiego wjechał do Moguncji. Zmarł w wyniku zatrucia już w 1373 r.